# ترتة قبرية
تُرتة قَبريَّة أو تُرتة كبريزة هي كعكة إيطالية تقليدية مصنوعة من الشكلاطة واللوز أو البندق. سُميّت الكعكة على اسم جزيرة قبرة التي نشأت منها وهي معروفة على نطاق واسع وشعبية بشكل خاص في مدينة نابُل الإيطالية المجاورة. 
تتضمن الوصفة الأساسي الزبدة المخففة في درجة حرارة الغرفة والسكر متبوعًا بالمُحّ، ثم يضاف اللوز المطحون والشكلاط (المذابة باستخدام حمام ماريا ) وآح البيض المخفوق. يكون للكعكة بعد الخبز طبقة داخلية رطبة ذات قشرة رقيقة صلبة — تُرش عادةً بمدقوق السكر. قد يُضاف لها كم صغيرة من Strega أو مشروبات كحولية أخرى.